# Rio Bagagem (vattendrag i Brasilien, Minas Gerais)
Rio Bagagem är ett vattendrag i Brasilien.   Det ligger i delstaten Minas Gerais, i den sydöstra delen av landet, 290 km söder om huvudstaden Brasília.
Runt Rio Bagagem är det ganska glesbefolkat, med 38 invånare per kvadratkilometer.